# Mid-year Internationals 2024
Die Mid-year Internationals 2024 (auch als Summer Internationals bezeichnet) waren eine vom 22. Juni bis zum 27. Juli 2024 stattfindende Serie von internationalen Rugby-Union-Spielen zwischen Mannschaften der ersten, zweiten und dritten Stärkeklasse. Die Ergebnisse zählten jeweils für die World-Rugby-Weltrangliste, sofern Nationalmannschaften in voller Stärke aufeinandertrafen. Jeweils zweimal gegeneinander spielten Argentinien und Frankreich, Australien und Wales, Neuseeland und England sowie Südafrika und Irland.

## Ergebnisse

### Wochen 1 und 2
| 22. Juni 2024 14:50 JST (UTC+9) | Japan                                                                                           | 17 : 52        | England | Nationalstadion, Tokio Zuschauer: 44.029 Schiedsrichter: Luc Ramos (Frankreich) |
| 22. Juni 2024 14:50 JST (UTC+9) | Versuche: Nezuka 66. erh. Yamasawa 69. erh. Erhöhungen: Matsuda (2/2) Straftritte: Lee (1/1) 3. | (3:26) Bericht | Versuche: Cunningham-South 14. erh. Smith 25. erh. Feyi-Waboso 29. erh. Slade 40.+2 n.erh. Mitchell 43. erh. Earl 50. n.erh. Randall 58. erh. Underhill 77. erh. Erhöhungen: Smith (4/6) Slade (2/2) | Nationalstadion, Tokio Zuschauer: 44.029 Schiedsrichter: Luc Ramos (Frankreich) |

Anmerkungen:
- Dies war das erste Aufeinandertreffen beider Mannschaften auf japanischem Boden.
- Als erster englischer Spieler überhaupt wurde Charlie Ewels zum zweiten Mal in einem Test Match mit einer roten Karte vom Platz gestellt.[1]

| 22. Juni 2024 14:00 WESZ (UTC+1) | Südafrika | 41 : 13         | Wales                                                                                  | Twickenham Stadium, London Zuschauer: 60.000 Schiedsrichter: Chris Busby (Irland) |
| 22. Juni 2024 14:00 WESZ (UTC+1) | Versuche: Kriel 4. erh. Strafversuch 15. Mapimpi 42. erh. Mbonambi 69. erh. van der Merwe 75. erh. Erhöhungen: Hendrikse (2/2) Feinberg-Mngomezulu (2/2) Straftritte: Hendrikse (1/2) 49. Feinberg-Mngomezulu (1/1) 66. | (14:13) Bericht | Versuche: Lake 30. erh. Erhöhungen: Costelow (1/1) Straftritte: Costelow (2/3) 8., 34. | Twickenham Stadium, London Zuschauer: 60.000 Schiedsrichter: Chris Busby (Irland) |

Anmerkung:
- Vincent Koch bestritt sein 50. Test Match für Südafrika.[2]

| 22. Juni 2024 17:15 WESZ (UTC+1) | Barbarians | 45 : 32         | Fidschi | Twickenham Stadium, London Zuschauer: 60.000 Schiedsrichter: Gianluca Gnecchi (Italien) |
| 22. Juni 2024 17:15 WESZ (UTC+1) | Versuche: Boshier (2) 16. n.erh., 72. erh. May (2) 32. n.erh., 49. erh. Faingaʻanuku (2) 36. erh., 45. erh. Mercer 77. erh. Erhöhungen: Fihaki (4/6) Horie (1/1) | (17:17) Bericht | Versuche: Momo (3) 23. erh., 26. erh., 55. erh. Valetini 62. erh. Erhöhungen: Muntz (2/3) Valetini (1/1) Straftritte: Muntz (1/1) 40. Valetini (1/1) 67. | Twickenham Stadium, London Zuschauer: 60.000 Schiedsrichter: Gianluca Gnecchi (Italien) |

| 29. Juni 2024 18:00 JST (UTC+9) | Japan XV                                     | 10 : 36        | Māori All Blacks | Prinz-Chichibu-Rugbystadion, Tokio Zuschauer: 13.000 Schiedsrichter: Eoghan Cross (Irland) |
| 29. Juni 2024 18:00 JST (UTC+9) | Versuche: Harada 5. n.erh. Nezuka 79. n.erh. | (5:17) Bericht | Versuche: Suafoa 8. n. erh. Eklund 27. erh. Harmon 35. n.erh. Sullivan 42. n.erh. Poihipi (2) 60. erh., 66. erh. Erhöhungen: Reihana (1/4) Poihipi (2/2) | Prinz-Chichibu-Rugbystadion, Tokio Zuschauer: 13.000 Schiedsrichter: Eoghan Cross (Irland) |

### Woche 3
| 5. Juli 2024 17:00 AST (UTC+13) | Samoa | 33 : 25         | Italien | Apia Park, Apia Zuschauer: 1000 Schiedsrichter: Paul Williams (Neuseeland) |
| 5. Juli 2024 17:00 AST (UTC+13) | Versuche: Moore-Aiono 9. erh. Ah Wong 30. n.erh. Toala 58. erh. Moleli 77. n.erh. Erhöhungen: Leuila (2/3) Straftritte: Leuila (3/3) 43., 50., 69. | (12:18) Bericht | Versuche: Ioane 16. n.erh. Lynagh 20. erh. Garbisi 45. erh. Erhöhungen: Garbisi (2/3) Straftritte: Garbisi (2/3) 14., 36. | Apia Park, Apia Zuschauer: 1000 Schiedsrichter: Paul Williams (Neuseeland) |

Anmerkung:
- Erstmals seit 2014 gewann Samoa gegen ein Team der ersten Stärkeklasse.

| 5. Juli 2024 20:00 GET (UTC+4) | Georgien                                          | 12 : 21        | Fidschi                                                                                               | Batumi-Stadion, Batumi Zuschauer: 10.000 Schiedsrichter: Craig Evans (Wales) |
| 5. Juli 2024 20:00 GET (UTC+4) | Straftritte: Luka Matkawa (4/4) 4., 15., 28., 65. | (9:13) Bericht | Versuche: Ikanivere 10. n.erh. Dakuwaqa (2) 20. n.erh., 62. n.erh. Straftritte: Botitu (2/2) 35., 50. | Batumi-Stadion, Batumi Zuschauer: 10.000 Schiedsrichter: Craig Evans (Wales) |

| 5. Juli 2024 20:00 ET (UTC−4) | Vereinigte Staaten                                                                                                   | 20 : 22         | Rumänien | SeatGeek Stadium, Bridgeview Zuschauer: 2000 Schiedsrichter: Angus Mabey (Neuseeland) |
| 5. Juli 2024 20:00 ET (UTC−4) | Versuche: Faʻanana-Schultz 6. erh. MacGinty 49. erh. Erhöhungen: MacGinty (2/2) Straftritte: MacGinty (2/4) 26., 61. | (10:10) Bericht | Versuche: Manumua 9. erh. Erhöhungen: Conache (1/1) Straftritte: Conache (4/5) 18., 42., 59., 65. Plai (1/1) 68. | SeatGeek Stadium, Bridgeview Zuschauer: 2000 Schiedsrichter: Angus Mabey (Neuseeland) |

| 6. Juli 2024 19:05 NZST (UTC+12) | Neuseeland                                                                       | 16 : 15         | England                                                                                                | Forsyth Barr Stadium, Dunedin Zuschauer: 28.483 Schiedsrichter: Nika Amaschukeli (Georgien) |
| 6. Juli 2024 19:05 NZST (UTC+12) | Versuche: Reece 16. n.erh. Savea 25. n.erh. Straftritte: McKenzie (2/3) 55., 66. | (10:10) Bericht | Versuche: Itoje 21. erh. Feyi-Waboso 48. n.erh. Erhöhungen: Smith (1/2) Straftritte: Smith (1/3) 40.+4 | Forsyth Barr Stadium, Dunedin Zuschauer: 28.483 Schiedsrichter: Nika Amaschukeli (Georgien) |

| 6. Juli 2024 18:00 JST (UTC+9) | Japan XV | 26 : 14       | Māori All Blacks                                                      | Toyota-Stadion, Toyota Zuschauer: 14.361 Schiedsrichter: Damian Schneider (Argentinien) |
| 6. Juli 2024 18:00 JST (UTC+9) | Versuche: Tua 10. n.erh. Takeuchi 53. erh. Satō 76. n.erh. Erhöhungen: Yamasawa (1/2) Straftritte: Yamasawa (2/2) 22., 50. Yazaki (1/1) 73. | (8:0) Bericht | Versuche: Eklund 45. erh. Thompson 67. erh. Erhöhungen: Poihipi (2/2) | Toyota-Stadion, Toyota Zuschauer: 14.361 Schiedsrichter: Damian Schneider (Argentinien) |

| 6. Juli 2024 19:55 AEST (UTC+10) | Australien | 25 : 16         | Wales                                                             | Sydney Football Stadium, Sydney Zuschauer: 35.945 Schiedsrichter: Pierre Brousset (Frankreich) |
| 6. Juli 2024 19:55 AEST (UTC+10) | Versuche: Tupou 20. erh. Daugunu 52. n.erh. Wright 69. erh. Erhöhungen: Lolesio (1/2) Lynagh (1/1) Straftritte: Lolesio (2/3) 7., 15. | (13:10) Bericht | Versuche: Strafversuch 25. Straftritte: Thomas (3/3) 3., 46., 66. | Sydney Football Stadium, Sydney Zuschauer: 35.945 Schiedsrichter: Pierre Brousset (Frankreich) |

Anmerkung:
- Aaron Wainwright spielte zum 50. Mal für Wales.[3]
- Mit dieser Niederlage rutschte Wales auf den 11. Platz der Weltrangliste ab, die schlechteste Platzierung überhaupt.

| 6. Juli 2024 17:00 SAST (UTC+2) | Südafrika | 27 : 20        | Irland | Loftus Versfeld Stadium, Pretoria Zuschauer: 50.066 Schiedsrichter: Luke Pearce (England) |
| 6. Juli 2024 17:00 SAST (UTC+2) | Versuche: Arendse 2. erh. Kolbe 64. erh. Strafversuch 77. Erhöhungen: Pollard (2/2) Straftritte: Pollard (2/5) 17., 28. | (13:8) Bericht | Versuche: Osborne 34. n.erh. Murray 74. erh. Baird 78. n.erh. Erhöhungen: Crowley (1/3) Straftritte: Crowley (1/2) 12. | Loftus Versfeld Stadium, Pretoria Zuschauer: 50.066 Schiedsrichter: Luke Pearce (England) |

Anmerkung:
- Dies war Südafrikas erster Sieg gegen Irland seit 2016.

| 6. Juli 2024 16:10 ART (UTC−3) | Argentinien                                                                 | 13 : 28        | Frankreich | Estadio Malvinas Argentinas, Mendoza Zuschauer: 36.000 Schiedsrichter: Chris Busby (Irland) |
| 6. Juli 2024 16:10 ART (UTC−3) | Versuche: Montoya 51. n.erh. Orlando 78. n.erh. Straftritte: Carreras (1/1) | (3:10) Bericht | Versuche: Serin 36. erh. Frisch 45. erh. Attissogbé 67. n.erh. Erhöhungen: Hastoy (2/3) Straftritte: Hastoy (2/2) 23., 56. Jaminet (1/1) 76. | Estadio Malvinas Argentinas, Mendoza Zuschauer: 36.000 Schiedsrichter: Chris Busby (Irland) |

| 6. Juli 2024 15:00 CLT (UTC–4) | Chile | 22 : 17        | Hongkong                                                                                                  | Estadio Fiscal de Talca, Talca Zuschauer: 7000 Schiedsrichter: Gonzalo de Achaval (Argentinien) |
| 6. Juli 2024 15:00 CLT (UTC–4) | Versuche: Garafulic (2) 11. n.erh., 46. erh. Saavedra 40. erh. Erhöhungen: Videla (2/3) Straftritte: Videla (1/1) 2. | (15:3) Bericht | Versuche: Sawyer 56. erh. Hrstich 74. erh. Erhöhungen: De Thierry (2/2) Straftritte: De Thierry (1/1) 17. | Estadio Fiscal de Talca, Talca Zuschauer: 7000 Schiedsrichter: Gonzalo de Achaval (Argentinien) |

Anmerkung:
- Dies war der erste Sieg der Chilenen über Hongkong und ihr erstes Heimspiel gegen diese Mannschaft.

| 6. Juli 2024 17:00 EDT (UTC−4) | Kanada                                                                | 12 : 73        | Schottland | TD Place Stadium, Ottawa Zuschauer: 11.447 Schiedsrichter: Adam Leal (England) |
| 6. Juli 2024 17:00 EDT (UTC−4) | Versuche: Rumball 9. n.erh. Baillie 49. erh. Erhöhungen: Nelson (1/1) | (5:24) Bericht | Versuche: Bayliss 13. erh. Richardson (2) 16. erh., 19. n.erh. Reed (2) 30. n.erh., 54. erh. Warr (2) 45. erh., 51. erh. Paterson 61. erh. Dobie 69. erh. McDowall 74. erh. Steyn 80. erh. Erhöhungen: Thompson (5/7) Healy (4/4) | TD Place Stadium, Ottawa Zuschauer: 11.447 Schiedsrichter: Adam Leal (England) |

Anmerkung:
- Dies war der höchste Sieg der Schotten gegen Kanada.

### Woche 4
| 10. Juli 2024 14:00 UYT (UTC−3) | Uruguay | 28 : 43         | Frankreich | Zuschauer: Estadio Charrúa, Montevideo Schiedsrichter: Angus Mabey (Neuseeland) |
| 10. Juli 2024 14:00 UYT (UTC−3) | Versuche: Kessler 27. erh. Arcos Pérez 43. erh. Pujadas 65. erh. Strafversuch 78. Straftritte: Etcheverry (3/3) | (10:23) Bericht | Versuche: Couilloud (2) 8. erh., 19. erh. Tuilagi (2) 60. erh., 63. erh. Erhöhungen: Berdeu (2/2) Segonds (2/2) Straftritte: Berdeu (5/5) 6., 32., 40., 46., 52. | Zuschauer: Estadio Charrúa, Montevideo Schiedsrichter: Angus Mabey (Neuseeland) |

Anmerkungen:
- Santiago Arata bestritt sein 50. Test Match für Uruguay.
- Dies war Uruguays erstes Heimspiel gegen Frankreich.

| 12. Juli 2024 15:30 TOT (UTC+13) | Tonga                                                            | 14 : 36        | Italien | Teufaiva Sport Stadium, Nukuʻalofa Zuschauer: 3000 Schiedsrichter: Damian Schneider (Argentinien) |
| 12. Juli 2024 15:30 TOT (UTC+13) | Versuche: Taulani 45. erh. Paea 77. erh. Erhöhungen: Faiva (2/2) | (0:15) Bericht | Versuche: Trulla 19. n.erh. Ioane 34. erh. Lamaro 49. erh. A. Garbisi 64. erh. Strafversuch 80.+5 Erhöhungen: P. Garbisi (3/4) Straftritte: Garbisi (1/2) 30. | Teufaiva Sport Stadium, Nukuʻalofa Zuschauer: 3000 Schiedsrichter: Damian Schneider (Argentinien) |

| 12. Juli 2024 18:30 EDT (UTC−4) | Vereinigte Staaten                                 | 7 : 42         | Schottland | Audi Field, Washington, D.C. Zuschauer: 17.418 Schiedsrichter: Jordan Way (Australien) |
| 12. Juli 2024 18:30 EDT (UTC−4) | Versuche: Boni 32. erh. Erhöhungen: MacGinty (1/1) | (7:28) Bericht | Versuche: van der Merwe 6. erh. Ashman (3/3) 19. erh., 27. erh., 40.+3 erh. Horne 50. erh. Fagerson 73. erh. Erhöhungen: Hastings (5/5) Thomson (1/1) | Audi Field, Washington, D.C. Zuschauer: 17.418 Schiedsrichter: Jordan Way (Australien) |

Anmerkungen:
- Jamie Ritchie spielte zum 50. Mal für Schottland.[4]
- Duhan van der Merwe erzielte seinen 27. Versuch für Schottland und egalisierte damit die bisherige Bestmarke von Stuart Hogg.[5]

| 12. Juli 2024 19:00 EDT (UTC−4) | Kanada | 35 : 22         | Rumänien | TD Place Stadium, Ottawa Zuschauer: 4000 Schiedsrichter: Hollie Davidson (Schottland) |
| 12. Juli 2024 19:00 EDT (UTC−4) | Versuche: Benn 24. erh. Fryer 44. erh. Quattrin (2) 65. erh., 69. n.erh. Erhöhungen: Nelson (3/4) Straftritte: Nelson (3/4) 4., 10., 79. | (13:10) Bericht | Versuche: Neculau 31. erh. Conache 48. erh. Manumua 61. n.erh. Erhöhungen: Conache (2/3) Straftritte: Conache (1/2) 13. | TD Place Stadium, Ottawa Zuschauer: 4000 Schiedsrichter: Hollie Davidson (Schottland) |

Anmerkung:
- Dies war Kanadas erster Sieg gegen Rumänien seit der Weltmeisterschaft 1995.

| 13. Juli 2024 16:00 AST (UTC+13) | Samoa | 34 : 30         | Spanien | Apia Park, Apia Schiedsrichter: Ben O’Keeffe (Neuseeland) |
| 13. Juli 2024 16:00 AST (UTC+13) | Versuche: Niue 3. erh. Paia’aua 17. erh. Matavao 28. erh. Ah Wong 79. erh. Erhöhungen: Leuila (4/4) Straftritte: Leuila (2/3) 71., 74. | (21:13) Bericht | Versuche: Vineusa 20. erh. Alonso 52. erh. Pirlet 80.+3 erh. Erhöhungen: Vinuesa (3/3) Straftritte: Vinuesa (3/4) 8., 40.+1, 69. | Apia Park, Apia Schiedsrichter: Ben O’Keeffe (Neuseeland) |

| 13. Juli 2024 19:05 NZST (UTC+12) | Neuseeland | 24 : 17         | England                                                                                           | Eden Park, Auckland Zuschauer: 48.362 Schiedsrichter: Nic Berry (Australien) |
| 13. Juli 2024 19:05 NZST (UTC+12) | Versuche: Teleʻa (2) 11. erh., 61. n.erh. Erhöhungen: McKenzie (1/2) Straftritte: McKenzie (4/4) 20., 38., 69., 75. | (13:14) Bericht | Versuche: Feyi-Waboso 14. erh. Freeman 40.+1 Erhöhungen: Smith (2/2) Straftritte: Smith (1/1) 49. | Eden Park, Auckland Zuschauer: 48.362 Schiedsrichter: Nic Berry (Australien) |

Anmerkung:
- Neuseeland verteidigte den Hillary Shield.

| 13. Juli 2024 19:45 AEST (UTC+10) | Australien | 36 : 28         | Wales | Melbourne Rectangular Stadium, Melbourne Zuschauer: 21.932 Schiedsrichter: Nika Amaschukeli (Georgien) |
| 13. Juli 2024 19:45 AEST (UTC+10) | Versuche: Daugunu (2) 6. erh., 66. n.erh. Gordon 24. erh. Alaalatoa 53. n.erh. Erhöhungen: Lolesio (2/4) Straftritte: Lolesio (3/3) 14., 30., 38. Donaldson (1/1) 77. | (23:13) Bericht | Versuche: Lake (2) 27. erh., 35. erh. Williams 46. erh. Dyer 69. erh. Erhöhungen: Thomas (3/3) Costelow (1/1) | Melbourne Rectangular Stadium, Melbourne Zuschauer: 21.932 Schiedsrichter: Nika Amaschukeli (Georgien) |

Anmerkung:
- Australien verteidigte die James Bevan Trophy.

| 13. Juli 2024 19:05 JST (UTC+9) | Japan                                                                                                 | 23 : 25         | Georgien | Sendai-Stadion, Sendai Zuschauer: 15.903 Schiedsrichter: Andrea Piardi (Italien) |
| 13. Juli 2024 19:05 JST (UTC+9) | Versuche: Naikabula 3. erh. Osada 64. erh. Erhöhungen: Lee (2/2) Straftritte: Lee (3/3) 17., 25., 56. | (13:18) Bericht | Versuche: Karkadse 20. n.erh. Alania 28. erh. Jawachia 74. erh. Erhöhungen: Matkawa (2/3) Straftritte: Matkawa (2/2) 9., 12. | Sendai-Stadion, Sendai Zuschauer: 15.903 Schiedsrichter: Andrea Piardi (Italien) |

| 13. Juli 2024 14:00 CAT (UTC+2) | Namibia | 22 : 37         | Portugal | Hage-Geingob-Stadion, Windhoek Zuschauer: 3325 Schiedsrichter: AJ Jacobs (Südafrika) |
| 13. Juli 2024 14:00 CAT (UTC+2) | Versuche: Katjijeko 18. erh. Erhöhungen: Swanepoel (1/1) Straftritte: Swanepoel (5/5) 4., 8., 42., 53., 59. | (13:17) Bericht | Versuche: Marta 11. erh. Martins 40. erh. dos Santos 50. erh. Pinto 65. erh. Erhöhungen: Cabral (4/4) Straftritte: Cabral (2/3) 27., 55. Vareiro (1/1) 77. | Hage-Geingob-Stadion, Windhoek Zuschauer: 3325 Schiedsrichter: AJ Jacobs (Südafrika) |

| 13. Juli 2024 17:00 SAST (UTC+2) | Südafrika                                                         | 24 : 25        | Irland | Kings Park Stadium, Durban Zuschauer: 52.000 Schiedsrichter: Karl Dickson (England) |
| 13. Juli 2024 17:00 SAST (UTC+2) | Straftritte: Pollard (8/8) 18., 34., 44., 47., 52., 56., 60., 64. | (6:14) Bericht | Versuche: Murray 13. erh. Erhöhungen: Crowley (1/1) Straftritte: Crowley (4/4) 5., 37., 40.+1, 58. Dropgoals: Frawley (2/2) 69., 80. | Kings Park Stadium, Durban Zuschauer: 52.000 Schiedsrichter: Karl Dickson (England) |

| 13. Juli 2024 16:00 ART (UTC−3) | Argentinien | 33 : 25         | Frankreich | Estadio José Amalfitani, Buenos Aires Zuschauer: 50.000 Schiedsrichter: Andrew Brace (Irland) |
| 13. Juli 2024 16:00 ART (UTC−3) | Versuche: Bello 16. erh. Strafversuch 29. Carreras 36. erh. Gallo (2) 57. n.erh., 66. erh. Erhöhungen: Carreras (3/4) | (27:10) Bericht | Versuche: Serin 9. erh. Gailleton 45. erh. Attissogbé 49. n.erh. Erhöhungen: Hastoy (2/3) Straftritte: Hastoy (2/2) 24., 41. | Estadio José Amalfitani, Buenos Aires Zuschauer: 50.000 Schiedsrichter: Andrew Brace (Irland) |

Anmerkungen:
- Pablo Matera bestritt sein 100. Test Match, als erster Argentinier überhaupt.[6]
- Erstmals seit 2016 gelang den Argentiniern ein Sieg über Frankreich.

| 13. Juli 2024 15:00 CLT (UTC−4) | Chile | 33 : 5         | Belgien                      | Estadio Sausalito, Viña del Mar Zuschauer: 12.000 Schiedsrichter: Tómas Bertazza (Argentinien) |
| 13. Juli 2024 15:00 CLT (UTC−4) | Versuche: Strafversuch 18. Game 39. erh. Dittus 64. erh. Erhöhungen: Videla (2/2) Straftritte: Videla (4/4) 3., 31., 42., 71. | (20:0) Bericht | Versuche: Raynier 55. n.erh. | Estadio Sausalito, Viña del Mar Zuschauer: 12.000 Schiedsrichter: Tómas Bertazza (Argentinien) |

Anmerkung:
- Dies war die erste Begegnung zwischen beiden Mannschaften.

| 13. Juli 2024 20:00 PYT (UTC−4) | Paraguay                                                                | 12 : 80        | Hongkong | Estadio Héroes de Curupayty, Luque Zuschauer: 1000 Schiedsrichter: Francisco González (Uruguay) |
| 13. Juli 2024 20:00 PYT (UTC−4) | Versuche: Amarilla 28. erh. Aranda 69. n.erh. Erhöhungen: Urbieta (1/2) | (7:47) Bericht | Versuche: Post (2) 3. erh., 40. erh. Hrstich (2) 6. erh., 44. erh. Worley (2) 9. erh., 12. erh. Axten-Burrett 16. n.erh. Higson-Smith 32. erh. Brechin (2) 59. n.erh., 78. erh. Scott 66. erh. van der Smit 80. erh. Erhöhungen: de Thierry (10/12) | Estadio Héroes de Curupayty, Luque Zuschauer: 1000 Schiedsrichter: Francisco González (Uruguay) |

Anmerkung:
- Dies war die erste Begegnung zwischen beiden Mannschaften.

### Woche 5
| 19. Juli 2024 15:30 TOT (UTC+13) | Tonga | 20 : 29        | Spanien | Teufaiva Sport Stadium, Nukuʻalofa Schiedsrichter: Pierre Brousset (Frankreich) |
| 19. Juli 2024 15:30 TOT (UTC+13) | Versuche: Sakalia 19. n.erh. Faiva 51. n.erh. Finau-Fetuli 80.+2 Erhöhungen: Pulini (1/1) Straftritte: Faiva (1/1) 45. | (5:16) Bericht | Versuche: Bay 25. erh. Gimeno 60. erh. Erhöhungen: Vinuesa (2/2) Straftritte: Vinuesa (5/7) 5., 12., 37., 70., 79. | Teufaiva Sport Stadium, Nukuʻalofa Schiedsrichter: Pierre Brousset (Frankreich) |

Anmerkung:
- Dies war Spaniens erster Sieg über Tonga.

| 19. Juli 2024 19:55 AEST (UTC+10) | Queensland Reds                                                                                            | 35 : 36         | Wales | Suncorp Stadium, Brisbane Zuschauer: 23.164 Schiedsrichter: Damon Murphy (Australien) |
| 19. Juli 2024 19:55 AEST (UTC+10) | Versuche: Asiata (3) 13. erh., 27. erh., 51. erh. Grealy (2) 59. erh., 69. erh. Erhöhungen: O’Connor (5/5) | (14:24) Bericht | Versuche: Griffin 4. n.erh. Grace 18. erh. Dyer 20. erh. Tshiunza 38. n.erh. Tompkins 45. erh. Hardy 79. n.erh. Erhöhungen: Costelow (3/6) | Suncorp Stadium, Brisbane Zuschauer: 23.164 Schiedsrichter: Damon Murphy (Australien) |

| 19. Juli 2024 19:30 PT (UTC−8) | Neuseeland | 47 : 5         | Fidschi                     | Snapdragon Stadium, San Diego Zuschauer: 33.217 Schiedsrichter: Matthew Carley (England) |
| 19. Juli 2024 19:30 PT (UTC−8) | Versuche: Clarke 8. erh. Ratima 12. erh. Proctor 25. n.erh. Savea 33. erh. Reece 43. erh. de Groot 58. erh. Bell 76. erh. Erhöhungen: McKenzie (6/7) | (26:5) Bericht | Versuche: Botitu 17. n.erh. | Snapdragon Stadium, San Diego Zuschauer: 33.217 Schiedsrichter: Matthew Carley (England) |

Anmerkungen:
- Damian McKenzie absolvierte sein 50. Test Match für Neuseeland.
- Beauden Barrett spielte zum 126. Mal für Neuseeland und übertraf damit die bisherige Bestmarke von Aaron Smith.

| 20. Juli 2024 15:45 AEST (UTC+10) | Australien | 40 : 29        | Georgien | Sydney Football Stadium, Sydney Zuschauer: 26.139 Schiedsrichter: James Doleman (Neuseeland) |
| 20. Juli 2024 15:45 AEST (UTC+10) | Versuche: Paisami 4. erh. Valetini (2) 12. n.erh., 53. erh. Kailea 19. erh. McReight (2) 39. n.erh., 62. erh. Erhöhungen: Donaldson (5/6) | (26:9) Bericht | Versuche: Babunaschwili 33. erh. Niniaschwili 42. erh. Tabuzadse (2) 46. erh., 68. n.erh. Erhöhungen: Matkawa (3/4) Straftritte: Matkawa (1/2) 2. | Sydney Football Stadium, Sydney Zuschauer: 26.139 Schiedsrichter: James Doleman (Neuseeland) |

| 20. Juli 2024 17:00 SAST (UTC+2) | Südafrika | 64 : 21        | Portugal                                                                                          | Free State Stadium, Bloemfontein Zuschauer: 42.626 Schiedsrichter: Hollie Davidson (Schottland) |
| 20. Juli 2024 17:00 SAST (UTC+2) | Versuche: Wessels 12. n.erh. Buthelezi 17. n.erh. Arendse 23. erh. Dixon 26. n.erh. Am 38. erh. Mapimpi (3) 48. n.erh., 56. erh., 79. erh. Horn 64. erh. Venter 68. erh. Erhöhungen: Libbok (2/5) Feinberg-Mngomezulu (5/5) | (29:7) Bericht | Versuche: dos Santos (2) 10. erh., 59. erh. Madeira 74. erh. Erhöhungen: Moura (1/1) Cabral (2/2) | Free State Stadium, Bloemfontein Zuschauer: 42.626 Schiedsrichter: Hollie Davidson (Schottland) |

Anmerkungen:
- Dies war die erste Begegnung zwischen beiden Mannschaften.
- Francisco Fernandes bestritt sein 50. Test Match für Portugal.

| 20. Juli 2024 15:30 BRT (UTC−3) | Brasilien | 25 : 26 | Hongkong | Estádio Nicolau Alayon, São Paulo Zuschauer: 1750 Schiedsrichter: Pablo De Luca (Argentinien) |
| 20. Juli 2024 15:30 BRT (UTC−3) | Versuche: Mignot 16. erh. Paganini 58. n.erh. Strafversuch 64. Erhöhungen: Tranquez (1/1) Straftritte: Tranquez (1/1) 39. Duque (1/1) 70. | Bericht | Versuche: van der Smit 10. erh. Worley 33. erh. Avitabile 67. n.erh. Brien 80. erh. Erhöhungen: de Thierry (3/4) | Estádio Nicolau Alayon, São Paulo Zuschauer: 1750 Schiedsrichter: Pablo De Luca (Argentinien) |

| 20. Juli 2024 16:00 UYT (UTC−3) | Uruguay                     | 5 : 79         | Argentinien | Estadio Domingo Burgueño, Maldonado Schiedsrichter: Luc Ramos (Frankreich) |
| 20. Juli 2024 16:00 UYT (UTC−3) | Versuche: Hontou 44. n.erh. | (0:38) Bericht | Versuche: Mendy (3) 4. n.erh., 10. n.erh., 41. erh. de la Fuente 26. erh. Cordero 28. erh. Moro (2) 34. erh., 70. erh. Oviedo 37. erh. M. Carreras (2) 40. n.erh., 63. erh. Coria 51. erh. S. Carreras 76. erh. Erhöhungen: Albornoz (8/12) Straftritte: Albornoz (1/1) 18. | Estadio Domingo Burgueño, Maldonado Schiedsrichter: Luc Ramos (Frankreich) |

Anmerkung:
- Dies war Argentiniens bisher deutlichster Sieg über Uruguay.

| 2024 15:00 CLT (UTC−4) | Chile                                                                      | 11 : 52        | Schottland | Estadio Nacional de Chile, Chile Zuschauer: 24.878 Schiedsrichter: Mathieu Raynal (Frankreich) |
| 2024 15:00 CLT (UTC−4) | Versuche: Escobar 49. n.erh. Straftritte: Videla (1/1) 10. Salas (1/1) 26. | (6:21) Bericht | Versuche: Bayliss 21. erh. Rowe (2/2) 28. erh., 64. erh. Dobie (2) 33. erh., 44. n.erh. Currie 57. erh. Richardson 72. n.erh. Steyn 78. n.erh. Erhöhungen: Healy (3/4) Hastings (3/4) | Estadio Nacional de Chile, Chile Zuschauer: 24.878 Schiedsrichter: Mathieu Raynal (Frankreich) |

Anmerkung:
- Dieses Spiel war das erste vollwertige Test Match zwischen beiden Mannschaften.

| 20. Juli 2024 18:15 PYT (UTC−4) | Paraguay | 20 : 45       | Belgien | Estadio Héroes de Curupayty, Luque Schiedsrichter: Mauro Rossi (Argentinien) |
| 20. Juli 2024 18:15 PYT (UTC−4) | Versuche: González 2. n.erh. Bareiro 32. erh. López 79. n.erh. Erhöhungen: Urbieta (1/3) Straftritte: Urbieta (1/1) 10. | (15:) Bericht | Versuche: Raynier (2) 6. erh., 12. erh. M. Remue Rifon 46. erh. van Parys 59. erh. Erhöhungen: F. Remue (3/3) Torfs (1/1) Straftritte: F. Remue (2/2) 26., 55. | Estadio Héroes de Curupayty, Luque Schiedsrichter: Mauro Rossi (Argentinien) |

Anmerkung:
- Dies war die erste Begegnung zwischen beiden Mannschaften.

| 21. Juli 2024 14:05 JST (UTC+9) | Japan                                                              | 14 : 42        | Italien | Sapporo Dome, Sapporo Zuschauer: 20.000 Schiedsrichter: Christophe Ridley (England) |
| 21. Juli 2024 14:05 JST (UTC+9) | Versuche: Riley (2) 40.+2 erh., 42. erh. Erhöhungen: Matsuda (2/2) | (7:24) Bericht | Versuche: Capuozzo 8. erh. Page-Rielo 13. erh. Zambonin 35. erh. A. Garbisi 72. erh. Vincent 80. n.erh. Erhöhungen: P. Garbisi (3/3) Marin (1/2) Straftritte: Page-Relo (3/3) 3., 47., 59. | Sapporo Dome, Sapporo Zuschauer: 20.000 Schiedsrichter: Christophe Ridley (England) |

### Woche 6
| 26. Juli 2024 15:30 TOT (UTC+13) | Tonga                                                                | 14 : 41         | Queensland Reds | Teufaiva Sport Stadium, Nukuʻalofa Schiedsrichter: David Vosalevu (Fidschi) |
| 26. Juli 2024 15:30 TOT (UTC+13) | Versuche: Hifo 5. erh. Filimoehala 31. erh. Erhöhungen: Maʻasi (2/2) | (14:19) Bericht | Versuche: Faʻagase 10. erh. Asiata (2) 29. n.erh., 61. erh. Strafversuch 40. Ryan 47. erh. Uru 71. n.erh. Erhöhungen: O’Connor (1/2) Werchon (2/3) Straftritte: Gordon (1/1) 79. | Teufaiva Sport Stadium, Nukuʻalofa Schiedsrichter: David Vosalevu (Fidschi) |

| 27. Juli 2024 15:30 BRT (UTC−3) | Brasilien | 47 : 25         | Belgien | Estádio Nicolau Alayon, São Paulo Schiedsrichter: Tómas Bertazza (Argentinien) |
| 27. Juli 2024 15:30 BRT (UTC−3) | Versuche: Willian 14. erh. Temer 27. erh. Teixeira 47. erh. Mignot 64. erh. Rodrigues 79. n.erh. Erhöhungen: Tranquez (4/5) Straftritte: Tranquez (4/4) 9., 32., 55., 76. | (20:18) Bericht | Versuche: Rasssinfosse 21. n.erh. Van Holsbeke 38. erh. Van Bost 60. erh. Erhöhungen: De Franco (2/3) Straftritte: De Franco (2/2) 4., 35. | Estádio Nicolau Alayon, São Paulo Schiedsrichter: Tómas Bertazza (Argentinien) |

| 27. Juli 2024 16:00 UYT (UTC−3) | Uruguay                                                                                      | 19 : 31         | Schottland | Estadio Charrúa, Montevideo Schiedsrichter: Damian Schneider (Argentinien) |
| 27. Juli 2024 16:00 UYT (UTC−3) | Versuche: Álvarez 28. erh. Etcheverry 38. erh. Diana 61. n.erh. Erhöhungen: Etcheverry (2/3) | (14:19) Bericht | Versuche: Ashman 13. erh. Crosbie 23. erh. van der Merwe 26. n.erh. Harrison 64. erh. Schoeman 68. n.erh. Erhöhungen: Healy (2/3) Hastings (1/2) | Estadio Charrúa, Montevideo Schiedsrichter: Damian Schneider (Argentinien) |

Anmerkungen:
- Huw Jones bestritt sein 50. Test Match für Schottland.[7]
- Duhan van der Merwe erzielte zum 28. Mal einen Versuch in einem Test Match und ist nun damit Schottlands alleiniger Rekordhalter.[8]